# Odessa Jackalopes
Die Odessa Jackalopes waren ein US-amerikanisches Eishockey-Team aus Odessa, Texas, das von 2001 bis 2011 in der Central Hockey League, einer nordamerikanischen Minor League, spielte. Kooperationspartner des Clubs waren zuletzt die New York Islanders aus der National Hockey League und die Bridgeport Sound Tigers aus der American Hockey League.

## Geschichte
Das Franchise wurde 1997 als Mitglied der Western Professional Hockey League gegründet, dieser Liga gehörte man bis zu deren Zusammenschluss mit der CHL 2001 an. Seine Heimspiele trug das Team im 5.131 Zuschauer fassenden Ector County Coliseum aus. Die Mannschaft gewann während ihrer 10-jährigen Zugehörigkeit zur Central Hockey League nie die Meisterschaft und den Ray Miron President’s Cup. Größte Erfolge waren in den Spielzeiten 2008/09 und 2009/10 das Erreichen der dritten Runde, in denen die Jackalopes jeweils in sieben Begegnungen an den Texas Brahmas bzw. den Allen Americans scheiterten.
Im Anschluss an die Saison 2010/11 wurde das Franchise aufgelöst und durch ein gleichnamiges Franchise der US-amerikanischen Juniorenliga North American Hockey League ersetzt.

## Team-Rekorde

### Karriererekorde (CHL)
Spiele: 502  Sébastien Thinel
Tore: 235  Sébastien Thinel
Assists: 412  Sébastien Thinel
Punkte: 647  Sébastien Thinel
Strafminuten: 766  Don Margettie